# Mur szczelinowy

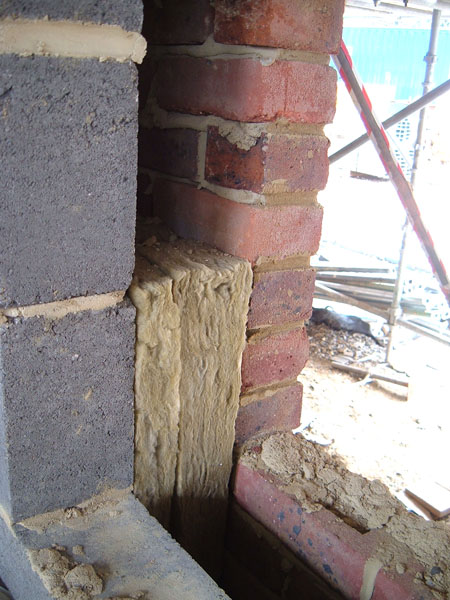
Mur szczelinowy

Mur szczelinowy lub mur podwójny – mur zbudowany z dwóch równoległych ścian np. z cegły, bloczków itp., połączonych ze sobą kotwami ze stali nierdzewnej.
Przestrzeń pomiędzy tymi ścianami może zostać wypełniona materiałem termoizolacyjnym (wełna mineralna, styropian), pozostawiona jako szczelina powietrzna lub wypełniona materiałem termoizolacyjnym z jednoczesnym pozostawieniem szczeliny wentylacyjnej. Zwiększa to izolacyjność termiczną muru. Połączenie obu ścian kotwami lub przewiązaniem z cegieł zapewnia stateczność ustroju.